# Michel Sima
Michel Sima, seudónimo de Michal Smajewski, nacido el 20 de mayo de 1912 en Slonim, en Polonia (desde entonces Bielorrusia), fallecido en Largentière (Francia) en 1987, fue un escultor, fotógrafo, ceramista y grabador polaco, miembro de La Nueva Escuela de París.

## Biografía
Muy joven, Michal Smajewski quiere hacerse escultor. Descendiente de una familia de la pequeña burguesía judía liberal, llega a París en 1929, con 17 años de edad, y es admitido en la Académie de la Grande Chaumière.

En 1933, se une al grupo del pintor Francis Gruber. Trabaja especialmente en los estudios de Constantin Brancusi y de Ossip Zadkine, y se gana igualmente la vida sacando fotos de la actualidad por unos diarios.

Frecuenta el club de Gertrude Stein, y de su hermano Leo, y traba amistad con muchos: Jean Cocteau, Francis Picabia, Paul Eluard, Robert Desnos y su compañera Youki Foujita, Max Ernst, Pierre Tal Coat. Conoce a Picasso en 1936. Interviene en varias exposiciones de grupo en París y en la Costa Azul.

Refugiado en zona libre durante la secunda guerra mundial, se encuentra detenido en Golfe Juan en 1942, como judío y extranjero.
Le deportan en Auschwitz-Blechhammer (Judenlager) aunque su exposición común con Picabia encuentra un verdadero éxito.

Regresado a Francia en 1945, y enfermo de gravedad, pasa largos meses de convalecencia en Cannes, en casa de su amigo Dor de La Souchère, y en Grasse también. En 1946, vuelve a encontrar a Picasso en Golfe Juan, quien, por mediación suya, consigue aprovechar un estudio grande en el museo Grimaldi de Antibes, puesto a su disposición por Dor de La Souchère. Aquí es donde Picasso elabora, entre otras cosas, "La Joie de Vivre" y "Le Triptyque".

Siguiendo el consejo de Picasso, Michel Sima se dedica a la fotografía. Su estado de salud ya no le permite mantener una actividad continuada de escultor, aunque siga realizando pequeñas obras, grabados, y a practicar la cerámica. Glosa de su manera propia- y documenta- la obra de Picasso. De ello se deduce un libro publicado en 1948: "Picasso à Antibes".

Michel Sima practica el arte del retrato de artista. Crea su estilo propio, en el que se transparenta el apego a sus modelos. Y en el transcurso de los años siguientes, hace el retrato de casi todos los artistas de "l'école de Paris".

Se publica un primer libro en 1959 por las ediciones Fernand Nathan: "21 visages d'artistes". Pero, decepcionado por la mediocre cualidad de reproducción, Sima decide de ya no más publicar sus fotografías.

En 1967, descubre Ardèche por mediación de su viejo amigo, el pintor René Besset, y decide establecerse allí con su familia, conservando, sin embargo, su estudio en "La Ruche" en París. Hasta su fallecimiento en 1987, sigue experimentando nuevos materiales, y nuevas formas en escultura.

## Obra
- Picasso à Antibes, fotografías de Michel Sima, comentadas por Paul Eluard, introducción de Jaime Sabartés, París, René Drouin, 1948.

- 21 visages d’artistes, fotografías de Michel Sima, prefacio de Jean Cocteau, París, Fernand Nathan, 1959.

- 24 perfiles d’artistas, fotografías de Michel Sima, prefacio de Jean Cocteau, Barcelona, Editorial Vergara, 1961.

## Colecciones públicas
- Museo Picasso en Antibes
- Museo Picasso en Barcelona
- Museo Picasso en Málaga
- Fundación Arp en Clamart;[4]
- Fundación Alberto y Annette Giacometti en París
- Centro de documentación del museo Matisse de Niza

## Filmografía
- (en francés) Christian Tran, Picasso et Sima, le modeleur d'amitié, production Artis, Lyon TV, 2009, 58 mn[5]